# Castanotherium falcicorne
Castanotherium falcicorne är en mångfotingart som först beskrevs av Tömösvary 1885.  Castanotherium falcicorne ingår i släktet Castanotherium och familjen Zephroniidae. Inga underarter finns listade i Catalogue of Life.